# Pintor de la Acrópolis 24
El Pintor de la Acrópolis 24 fue un pintor griego de vasos que trabajó en Atenas en el último tercio del siglo VI a. C.
El Pintor de la Acrópolis 24 es uno de los primeros representantes del Grupo pionero de la pintura en vasos de figuras rojas. Sin embargo, como solo se le atribuyen muy pocos vasos, no alcanzó la importancia de otros representantes del grupo, como Eufronio, Eutímides o Fincias. Ernst Langlotz, que reconoció su estilo artesanal y lo separó del cuerpo de decenas de miles de vasos y fragmentos de figuras rojas que sobrevivieron, ha atribuido al Pintor de la Acrópolis 24 solo un plato y dos fragmentos, que probablemente pertenecieron a una píxide. John Beazley ha atribuido al pintor otro plato de su colección privada de esa época, la única pieza completamente conservada. Es posible que los dos presuntos fragmentos de píxides pertenecieran incluso al mismo vaso, lo que reduciría a tres el número de obras atribuidas. Recibió su nombre convenido por una de las dos placas con el número de inventario 24 en el Museo de la Acrópolis de Atenas. Estilísticamente, los dibujos recuerdan mucho al pintor Sosias. Todas sus pinturas sobrevivientes representan mujeres y muestran imágenes de la vida doméstica cotidiana.

## Obras
1. Fragmento de plato, Museo de la Acrópolis, número de inventario 24; motivo: escena doméstica, mujer sentada[1]
2. Plato, Museo Ashmolean, Oxford (antes Colección Beazley), número de inventario 1966.441; motivo: escena doméstica, mujer sentada con un cesto de lana y sosteniendo una corona.[2]
3. ¿Fragmento de píxide?, Museo de la Acrópolis, número de inventario 562; motivo: escena doméstica, una mujer sentada a la izquierda con un bastón y una mujer de pie a la derecha con una corona.[3]
4. ¿Fragmento de píxide?, antes Colección Rhousopoulos en Atenas, número de inventario número 562; motivo: escena doméstica, restos de una mujer sentada a la derecha con una corona o collar en la mano y la parte superior de un joven vestido con himatión a la izquierda, apoyado en un bastón.[4]